# ماكايل
بلدية ماكايل (بالإسبانية: Macael)‏, هي بلدية تقع في مقاطعة المرية. جنوب شرق إسبانيا. يبلغ عدد سكانها 6.091 نسمة.

## توأمة
لماكايل اتفاقيات توأمة مع كل من:
- إسبلوغيس دي يوبريغات
- جاري

## وصلات خارجية
- (بالإسبانية)